# Санкции Германии
Германия является государством-членом ООН и ЕС и применяет санкции ООН и санкции ЕС. За соблюдение и надзор за санкциями в Германии отвечают Центр финансовых санкций Deutsche Bundesbank и Федеральное ведомство по экономике и экспортному контролю (BAFA) . Deutsche Bundesbank отвечает за выдачу лицензий на санкции. Федеральное ведомство по экономическим вопросам и экспортному контролю отвечает за выдачу лицензий на импорт и экспорт.

## Законодательство
Применение санкций в Германии регулируется двумя основными законами, ― это Постановление о внешней торговле и платежах (нем. Außenwirtschaftsverordnung) и Закон о внешней торговле и платежах (нем. Außenwirtschaftsgesetz). 
Статьи 18 и 19 Закона о внешней торговле предусматривают, что нарушение законов о финансовых санкциях может быть наказано как уголовное преступление или административное правонарушение.

## Судебные споры
Постановлением от 13 мая 2025 года Высший земельный суд Штутгарта отказался признать решение, вынесенное судом со штаб-квартирой в Москве в арбитраже, регулируемом российским законодательством и администрируемом МКАС при ТПП РФ. Суд постановил, что признание и приведение в исполнение нарушат санкции ЕС и, как следствие, основополагающие принципы публичного порядка Германии (ordre public).